# Kaple svatých Jana a Pavla (Čichalov)
Kaple svatých Jana a Pavla je barokní kaple ze 17. století v obci Čichalov v okrese Karlovy Vary. V roce 1992 byla Ministerstvem kultury České republiky prohlášena kulturní památkou ČR. Obecní kaple náleží pod římskokatolickou farnost Žlutice, karlovarský vikariát, diecéze plzeňská.

## Historie
Barokní kaple původní zasvěcena Panně Marii byla postavena v průběhu 17. století na svahu severně od obce Čichalov. V roce 1779 byla nově zasvěcena svatému Janu a Pavlovi, patronům počasí. Kaple byla pak využívána protestanty. Je doložen protestantský pastor Sixtus Müler, který Čichalov opustil v roce 1824. Koncem 19. století byla kaple přestavěna. Po vysídlení německého obyvatelstva po druhé světové válce přestala být udržována a začala chátrat. Na počátku devadesátých let 20. století při vloupáni byly poničeny relikviáře a poškozen oltářní obraz svatého Floriána. V interiéru jsou uloženy fragmenty polních a hřbitovních křížů. V roce 2022 obec získala dotaci na zpracování dokumentace pro přípravu záchrany objektu, který nadále chátrá (2023).

## Popis

### Exteriér
Kaple je volně stojící orientovaná jednolodní zděná omítaná stavba postavena na půdorysu obdélníku s trojbokým odsazeným závěrem se zaoblenými nárožími ukončená strmou valbovou střechou krytou plechem. Stavebním materiálem je kámen a výplně z cihel. Na hřebeni nad lodi je čtyřboký sanktusník se sloupcovou lucernou ukončenou jehlanovou stříškou. Fasády jsou hladké s nárožími lizénami. Pravoúhlé vstupy do kaple jsou proraženy v druhé (východní) okenní ose jižní stěny lodi a v západním průčelí. Dvě okna se segmentovým záklenkem dělená šesti tabulkami jsou v jižní stěně lodi.

### Interiér
Loď má obdélný půdorys a plochý trámový strop. V západní části je dřevěná kruchta s vydutou poprsnicí s  kuželkovou balustrádou. Kněžiště je od lodi odděleno půlkruhovým vítězným obloukem. V kněžišti je rámový hlavní oltář s boltcovými křídly, který byl zhotoven v období 1660–1670. Oltářní obraz svatých Jana a Pavla nechal zhotovit v roce 1844 Johann Tausch z usedlosti č. 1, jak dokládá nápis na zadní straně obrazu:„Zur Ehre Gottes errichtet von Johann Tausch aus Sichlau 1, 1844“ (Ke cti Boží nechal zřídit Johann Tausch z Čichalova 1, 1844). Polygonální kazatelna je umístěna u vítězného oblouku. V lodi na jižní stěně je zavěšen obraz svatého Floriána, který namaloval Jan Müller ze Žlutic v 19. století, kolorovaná rytina Dobrých pastýřů a obraz Panny Marie. V sanktusníku je zavěšen zvon, který byl ulit v roce 1801. Je na něm je monogram a datace:„Fr. J. K. 1801“